# Alexis Mikhailovich da Rússia
Alexei Mikhailovich da Rússia (em russo: Алексей Михайлович), (28 de dezembro de 1875 - 2 de março de 1895) foi um grão-duque da Rússia, primo direito do czar Alexandre III. Estava destinado a seguir uma carreira na Marinha Russa, mas morreu ainda novo de tuberculose.

## Família
Alexei era o mais novo dos sete filhos do grão-duque Miguel Nikolaevich da Rússia e da princesa Cecília de Baden. Entre os seus irmãos estava a grã-duquesa Anastásia Mikhailovna da Rússia, mãe da princesa Alexandrina de Mecklemburgo-Schwerin, esposa do rei Cristiano X da Dinamarca. Os seus avós paternos eram o czar Nicolau I da Rússia e a princesa Carlota da Prússia. Os seus avós maternos eram o grão-duque Leopoldo I de Baden e a princesa Sofia da Suécia.

## Biografia
O grão-duque Alexei Mikhailovich passou os seus primeiros anos de vida na Geórgia, onde o seu pai era governador-geral das províncias russas da Transcaucásia. Alexei tinha sete anos de idade quando o seu pai foi nomeado presidente do Consílio do Império em 1882, mudando-se com a família para São Petersburgo. Quando tinha oito anos esteve presente numa cerimónia no Palácio de Inverno onde prestou atenção a todos os uniformes estrangeiros, principalmente os dos enviados do oriente. Tal como todos os homens da família Romanov, Alexei estava destinado a seguir uma carreira militar. Recebeu uma educação muito severa que incluía o hábito de dormir com casacos militares e tomar banho de água fria de manhã. Foi educado em casa por tutores particulares. O seu pai, demasiado ocupado com o exército e com o governo, foi sempre uma figura distante. A sua mãe era uma disciplinaria rígida e a força dominante da família. Alexei foi educado de forma muito rigorosa e era completamente dominado pelos seus irmãos mais velhos. Sentia falta da companhia de crianças da sua idade e brincava frequentemente com os dois filhos mais novos do czar Alexandre III, Miguel e Olga.
Segundo o seu irmão Alexandre, Alexei era um rapaz brilhante com um coração gentil e completamente sincero, além de inteligente e alegre. Aos dezoito anos era um homem alto, magro e bonito, sempre vestido de uniforme. Estava quase a acabar o seu treino para oficial da marinha quando adoeceu com o que parecia ser uma constipação, mas que se revelaria muito mais grave. A sua saúde nunca tinha sido boa. O seu primo, Cyril, confessou mais tarde que foi o pai de Alexei que não o deixou recuperar completamente, insistindo que era dever do filho acabar o seu treino. O estado de saúde de Alexei tornou-se tão grave que ele foi enviado para San Remo, na Itália, onde viria a morrer de tuberculose a 2 de março de 1895. Tinha dezenove anos de idade. "A primeira vez que usou o seu uniforme de guarda-marinha", escreveu Cyril, "foi no caixão". O seu irmão Alexandre escreveu na sua autobiografia que se sentia mais chegado a Alexei do que a qualquer outro membro da família, mas que não chorava a sua morte porque Alexei sofria profundamente com a atmosfera opressiva do palácio e a sua morte prematura talvez o tivesse poupado de um destino pior.